# Ischkaschim

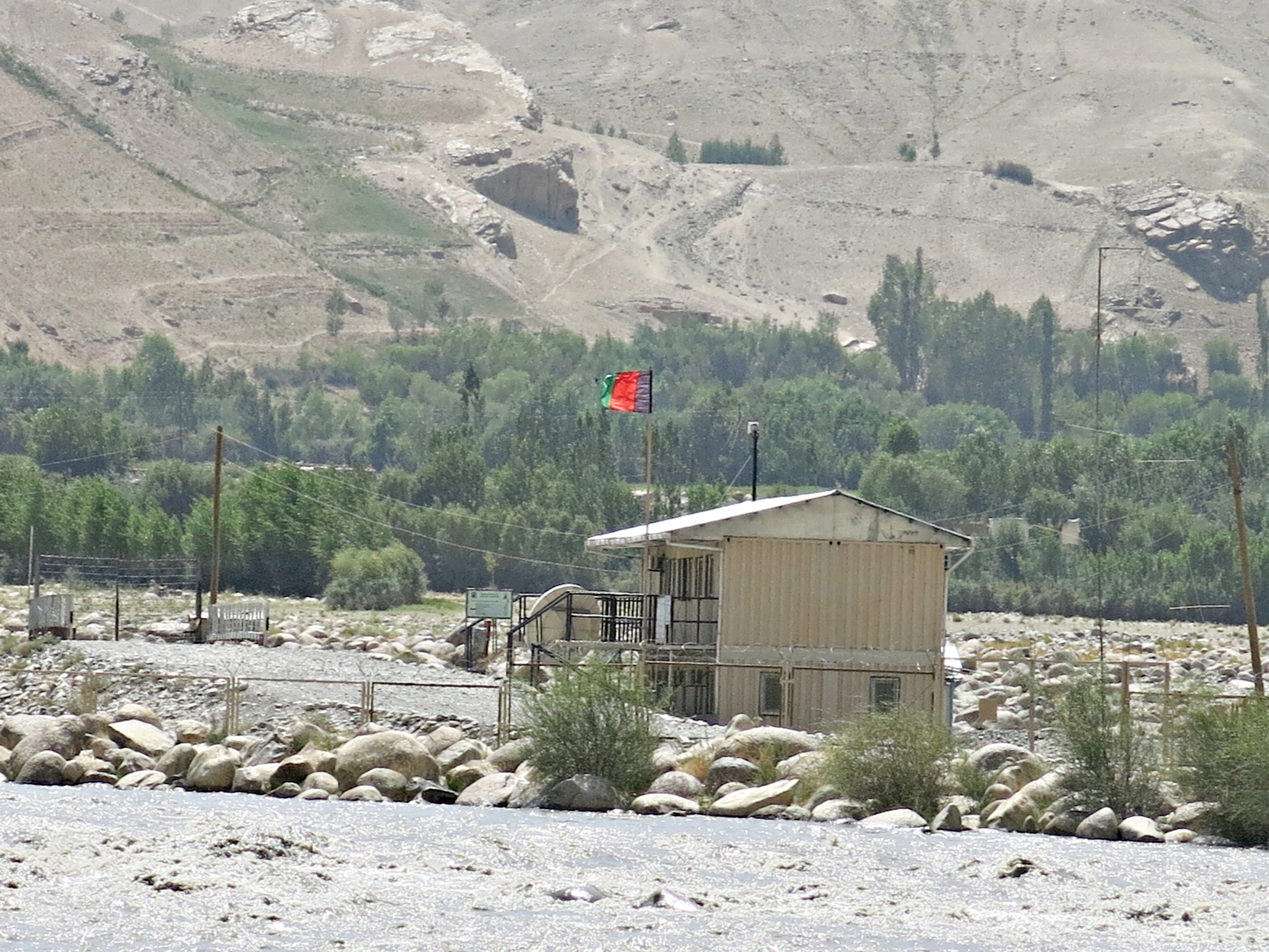
Afghanischer Grenzposten in Ischkaschim

Ischkaschim, auch Ishkashim, Eshkashem (persisch اشکاشم), in der historischen Reiseliteratur Scassem, ist die Hauptstadt des gleichnamigen Distrikts der Provinz Badachschan im Nordosten Afghanistans.
Ischkaschim ist 150 Straßenkilometer von Faizabad entfernt und liegt am linken Ufer des Pandsch, des Quellflusses des Amudarja, der die Grenze zwischen Afghanistan und Tadschikistan bildet und bei Ischkaschim aus dem Wachankorridor kommend nach Norden abbiegt. Auf der anderen Seite des Flusses liegt der tadschikische Ort Ischkoschim, mit dem es seit dem 31. Oktober 2006 durch drei zwischen 37 m und 25 m lange Fachwerkträgerbrücken für Kraftfahrzeuge bis 30 t über den sich in verschiedene Arme verzweigenden Pandsch verbunden ist, die weitgehend vom Aga Khan Development Network finanziert wurden. Auf der tadschikischen Insel findet jeden Samstag ein Markt statt, falls es die Sicherheitslage erlaubt und keine anderen politischen Gründe im Wege stehen, zu dem die afghanischen Händler ohne Visum Zugang haben. Die Afghanen bringen ihre Waren zu Fuß und mit Handkarren über die Brücke.
Ischkaschim hat einschließlich der umliegenden Dörfer 12.120 Einwohner (Stand 2006), die überwiegend der Glaubensgemeinschaft der Nizariten angehören, der größten Gruppe der zu den Schiiten gehörenden Ismailiten. Der Ort lag an den historischen Karawanenwegen von Afghanistan nach Yarkant und Kaschgar. Im Ort sind noch die Reste einer kleinen Festung zu sehen.